# Betania kommun
Betania är en kommun i Colombia.   Den ligger i departementet Antioquía, i den nordvästra delen av landet, 240 km nordväst om huvudstaden Bogotá. Antalet invånare är 10 246.